# IC 4710
IC 4710 — галактика типу SBm () у сузір'ї Павич.
Цей об'єкт міститься в оригінальній редакції індексного каталогу.